# Répressions soviétiques des citoyens polonais

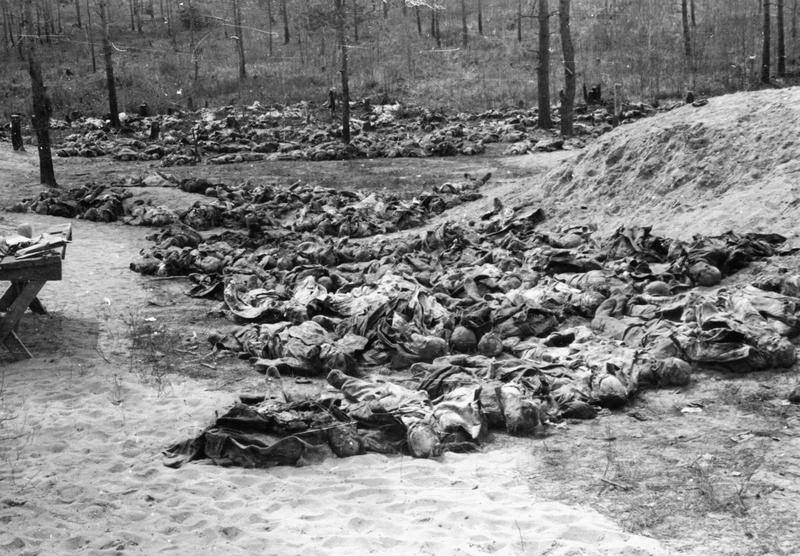
Corps de prisonniers de guerre polonais près des fosses communes du massacre de Katyń, en attente d'un examen médico-légal le 30 avril 1943.

Au lendemain de l'invasion allemande et soviétique de la Pologne, qui a lieu en septembre 1939, le territoire de la Pologne est divisé en deux entre l'Allemagne nazie et l'Union soviétique, qui considèrent l'État polonais comme ennemi dès le début de l'invasion. Les deux puissances totalitaires étaient hostiles à la deuxième République polonaise autant qu'au peuple polonais et à sa culture, la première pour des raisons raciales (considérant les Slaves comme des « sous-hommes »), la seconde pour des raisons politiques (considérant la Pologne comme une république bourgeoise imprégnée de catholicisme). Depuis le Pacte germano-soviétique de 1939, les autorités allemandes et soviétiques ont coordonné leurs politiques liées à la Pologne et leurs actions répressives. Pendant les deux années suivant l'invasion, les deux occupants continuent à discuter des plans bilatéraux pour faire face à la résistance polonaise lors des conférences Gestapo-NKVD. Cela dure jusqu'à l'opération Barbarossa contre l'Union soviétique, en juin 1941.
Lorsque le Pacte germano-soviétique est rompu, les Soviétiques ont déjà arrêté et emprisonné environ 500 000 ressortissants polonais dans la macrorégion de Kresy, y compris des fonctionnaires municipaux, du personnel militaire et tous les autres « ennemis du peuple » tels que le clergé et les éducateurs polonais, soit environ un adulte sur dix. Une controverse subsiste quant à savoir si les politiques de l'Union soviétique mises en place vis-à-vis des Polonais sont plus dures alors que celles de l'Allemagne nazie jusqu'à cette époque.
De grands groupes de citoyens polonais d'avant-guerre, notamment des Juifs et, dans une moindre mesure, des paysans ukrainiens, perçoivent l'entrée soviétique en Pologne comme une occasion de participer à des activités communistes en dehors de leur environnement ethnique ou culturel traditionnel. Leur enthousiasme s'estompe avec le temps, car il devient clair que les répressions soviétiques visent également tous les groupes, quelle que soit leur position idéologique. On estime qu'au moins 150 000 citoyens polonais meurent pendant l'occupation soviétique. Il s'agit d'une estimation prudente confirmée par l'analyse, tandis que le nombre non confirmé proposé par le professeur Czesław Łuczak atteint 500 000.

## Conséquences de l'invasion soviétique de la Pologne
L'Union soviétique annexe plus de 52,1 % du territoire de la Pologne (environ 200 000 km2) comprenant plus de 13 700 000 citoyens à la fin de la guerre défensive polonaise. Concernant la composition ethnique de ces régions : environ 5,1 millions ou 38 % de la population étaient d'origine polonaise (écrit Elżbieta Trela-Mazur) avec 37 % d'Ukrainiens, 14,5 % de Biélorusses, 8,4 % de Juifs, 0,9 % de Russes et 0,6 % d'Allemands. Il y avait aussi 336 000 réfugiés des régions occupées par l'Allemagne, la plupart d'entre eux juifs (198 000). Tous les territoires polonais occupés par l'URSS ont été annexés à l'Union soviétique à l'exception de la zone de Wilno, qui a été transférée à la Lituanie.
Le 28 septembre 1939, l'Union soviétique et l'Allemagne avaient modifié les termes secrets du Pacte germano-soviétique. La Lituanie, autrefois souveraine, a été placée dans la sphère d'influence soviétique et rattachée à l'URSS en tant que toute nouvelle RSS de Lituanie parmi les républiques soviétiques. La ligne de démarcation à travers le centre de la Pologne a été déplacée vers l'est, offrant à l'Allemagne plus de territoire polonais. Par cet arrangement nouveau et final — souvent décrit comme une quatrième partition de la Pologne, l'Union soviétique a sécurisé les terres à l'est des fleuves Pise, Narew, Bug et San. La zone s’élevait à environ 200 000 kilomètres carrés, habitée par 13,5 millions de citoyens polonais.
Initialement, l'occupation soviétique a gagné le soutien de certains citoyens de la deuxième République polonaise. Certains membres de la population ukrainienne ont salué l'unification avec l'Ukraine soviétique. Les Ukrainiens n'avaient pas obtenu leur indépendance en 1919 lorsque leur tentative d'autodétermination a été écrasée pendant les guerres polono-soviétiques et polono-ukrainiennes. En outre, des citoyens polonais d'avant-guerre favorables aux idées communistes voyaient la présence soviétique du NKVD comme une occasion de déclencher une agitation politique et sociale. Certains de ces citoyens ont trahi l'État polonais en participant à des arrestations de Polonais favorables à l'ancien État ou au gouvernement polonais en exil à Londres, à des rafles d'opposants aux Soviétiques et à des exécutions de responsables polonais. Leur enthousiasme s'est cependant estompé avec le temps, voyant que les répressions soviétiques visaient petit à petit toutes les catégories de population.

## Le règne de la terreur

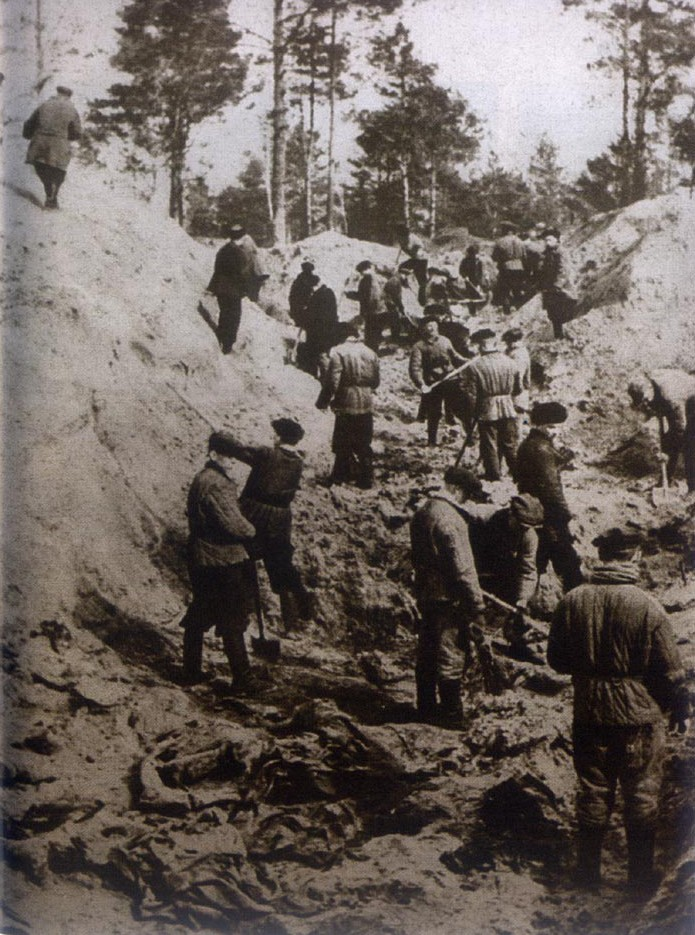
Exhumation des victimes du massacre de la forêt de Katyń, assassinées en 1940 sur ordre des autorités soviétiques.

L'Union soviétique n'a jamais officiellement déclaré la guerre à la Pologne et a cessé de reconnaître l'État polonais au début de l'invasion. Les Soviétiques n'ont pas classé le personnel militaire polonais comme des prisonniers de guerre, mais comme des rebelles contre le nouveau gouvernement soviétique dans l'ouest de l'Ukraine et l'ouest de la Biélorussie. Le règne de la terreur par le NKVD et d'autres services de répression de l'Union soviétique a débuté dès octobre 1939 comme une partie inhérente de la soviétisation des Kresy. Les premières victimes du nouvel ordre furent environ 250 000 prisonniers de guerre polonais capturés par l'URSS pendant et après l'invasion de la Pologne. L'Union soviétique n'ayant jamais signé de conventions internationales sur les règles de la guerre, les prisonniers polonais se sont vu refuser le statut juridique de prisonniers de guerre. Les forces soviétiques ont assassiné la quasi-totalité des officiers capturés (soit plus de 25 000 personnes) et envoyé de nombreux soldats ordinaires au goulag soviétique,. Dans une atrocité notoire ordonnée par Staline, la police secrète soviétique a systématiquement fusillé les cadres militaires et civils de l'ancien État polonais, dans une région reculée lors du massacre de Katyn. Parmi les quelque 14 471 victimes figuraient notamment quelques officiers généraux, de très nombreux officiers subalternes et supérieurs de l'armée d'active polonaise, des officiers de réserve, des dirigeants politiques, des responsables gouvernementaux, des cadres administratifs et des intellectuels. Quelque 4 254 cadavres ont été découverts dans les charniers de la forêt de Katyne par les nazis en 1943, qui ont invité un groupe international de représentants neutres et de médecins à examiner les cadavres et à confirmer la culpabilité soviétique. Plus de 15 000 Polonais ont été tués dans le massacre de Katyn,, mais des milliers d'autres ont été victimes des massacres de prisonniers du NKVD au milieu de 1941, avant l'avance allemande à travers la zone d'occupation soviétique.
Au total, les Soviétiques ont tué des dizaines de milliers de prisonniers de guerre polonais. Beaucoup d'entre eux, comme le général Józef Olszyna-Wilczyński (en), capturés, ont d'abord été interrogés, puis abattus le 22 septembre, pendant la campagne de 1939,. Le 24 septembre 1939, les Soviétiques ont tué également 42 employés et patients d'un hôpital militaire polonais dans le village de Grabowiec, près de Zamość. Les Soviétiques ont également exécuté tous les officiers polonais qu'ils ont capturés après la bataille de Szack, le 28 septembre.
Les autorités soviétiques considéraient le service à l'État polonais d'avant-guerre comme un « crime contre la révolution » et une « activité contre-révolutionnaire ». Ils ont procédé à l'arrestation d'un grand nombre de membres de l'intelligentsia polonaise, d'anciens fonctionnaires, de politiciens, de scientifiques et de membres du clergé catholique ainsi que les gens ordinaires suspectés de menacer la domination soviétique. Au cours de cette période entre l'invasion soviétique de la Pologne en septembre 1939 et l'attaque allemande en juin 1941 contre l'URSS, les Soviétiques ont arrêté et emprisonné environ 500 000 Polonais, soit environ un homme adulte sur dix. Les membres arrêtés de l'intelligentsia polonaise comprenaient les anciens premiers ministres Leon Kozłowski, Aleksander Prystor, Stanisław Grabski (en) et Stanisław Głąbiński (en) et la famille Baczewski. Initialement destinée principalement à lutter contre d'éventuels opposants politiques, en janvier 1940, la campagne du NKVD était également dirigée contre des alliés potentiels, y compris les communistes et les socialistes polonais. Parmi les personnes arrêtées figuraient Władysław Broniewski, Aleksander Wat, Tadeusz Peiper (en), Leopold Lewin (en), Anatol Stern (en), Teodor Parnicki (en), Marian Czuchnowski et bien d'autres. Le NKVD soviétique a exécuté environ 65 000 Polonais emprisonnés après des procès expéditifs.
Le nombre de Polonais morts en raison des répressions soviétiques au cours de la période 1939-1941 est estimé à au moins 150 000.

## Déportations massives vers l'Est

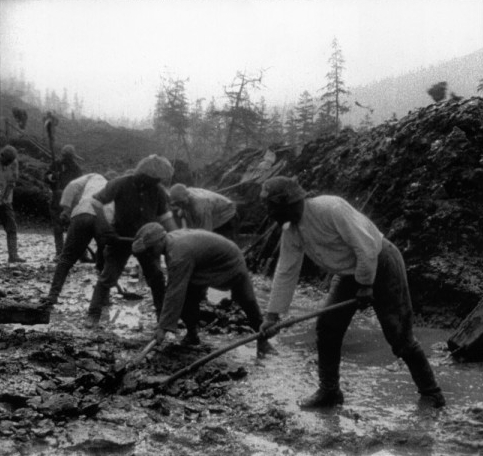
La Route des Os, construite par les détenus des camps de prisonniers du Goulag soviétique, dont ceux de nationalité polonaise.

Environ 100 000 citoyens polonais ont été arrêtés à compter d'octobre 1939, puis pendant les premiers mois de l'occupation soviétique. Les prisons locales de l'ancien État polonais ont rapidement été gravement surpeuplées, tous les détenus étant accusés d'activités anti-soviétiques. Le NKVD a dû ouvrir des dizaines de prisons ad hoc dans presque toutes les villes de la région. La vague d'arrestations et de fausses condamnations a contribué à la réinstallation forcée de grandes catégories de personnes (« koulaks », fonctionnaires polonais, travailleurs forestiers, professeurs d'université, « osadniks ») dans les camps de travail du Goulag et dans les zones d'exil reculées de l'URSS. Au total, les Soviétiques ont déporté plus d'un million cent mille personnes de Pologne en Sibérie. Selon Norman Davies, près de la moitié étaient décédés au moment de la signature de l'accord Sikorski-Mayski le 30 juillet 1941. Environ 55 % des déportés vers la Sibérie et l'Asie centrale soviétique étaient des femmes polonaises.
Entre février 1940 et juin 1941, les Soviétiques ont déporté au total environ 1 100 000 Polonais lors de quatre vagues de déportations massives des territoires polonais occupés par les Soviétiques. La première grande opération a eu lieu le 10 février 1940, avec plus de 220 000 personnes envoyées principalement dans l'extrême nord et l'est de la Russie, dont la Sibérie et le Kraï de Khabarovsk. La deuxième vague du 13 avril 1940, se composait de 320 000 personnes envoyées principalement au Kazakhstan. La troisième vague de juin à juillet 1940 a totalisé plus de 240 000 personnes. La quatrième et dernière vague s'est déroulée en juin 1941, déportant 300 000 personnes.
Selon la loi soviétique, tous les résidents de la zone annexée, surnommés par les Soviétiques comme citoyens de l'ancienne Pologne, ont automatiquement acquis la citoyenneté soviétique. Mais l'octroi effectif de la citoyenneté exigeait un consentement individuel et les résidents étaient fortement poussés à obtenir ce consentement. Les réfugiés ayant refusé ont été menacés de rapatriement vers les territoires sous contrôle allemand de la Pologne,,.
Les Polonais et les Soviétiques ont rétabli les relations diplomatiques en 1941, à la suite de l'accord Sikorski-Mayski du 30 juillet 1941, mais les Soviétiques les ont à nouveau interrompus en 1943 à la suite de l’exigence du gouvernement polonais demandant un examen indépendant des fosses funéraires de Katyn récemment découvertes où plus de 15 000 militaires et civils polonais avaient été exécutés par les troupes armées du NKVD, police politique de l'Union soviétique. En 1943, les Soviétiques ont fait pression sur les Alliés occidentaux pour reconnaître le gouvernement fantoche polonais pro-soviétique de Wanda Wasilewska à Moscou.

## Réforme agraire et collectivisation
L'Armée rouge, qui deviendra théoriquement « armée soviétique » après le déclenchement de l'opération Barbarossa, a semé la confusion parmi les Polonais en affirmant qu'elle arrivait pour sauver la Pologne des nazis. Leur avancée a surpris les communautés polonaises et leurs dirigeants, qui n'avaient pas été informés de la manière de répondre à une invasion bolchevique. Les citoyens polonais catholiques et juifs ont peut-être d'abord préféré un régime soviétique à un régime allemand, mais les Soviétiques ont rapidement prouvé qu'ils étaient également hostiles et destructeurs envers les citoyens polonais,. Ils ont commencé à confisquer, nationaliser et redistribuer toutes les propriétés polonaises privées et publiques. Les troupes soviétiques ont réquisitionné le maximum de nourriture et de nombreux biens. La base de soutien soviétique a été temporairement renforcée par un programme de réforme agraire initié par le NKVD, dans lequel la plupart des propriétaires de grands terrains étaient étiquetés « koulaks » et dépossédés, leurs terres étant réparties entre les paysans les plus pauvres.
Mais les autorités soviétiques ont lancé une campagne de collectivisation forcée. Cette action a largement annulé les gains politiques antérieurs de la réforme agraire, car les paysans ne voulaient généralement pas rejoindre les Kolkhozes, ni céder leurs récoltes gratuitement pour remplir les quotas imposés par les Soviétiques, ce qui a réduit les besoins matériels de presque tout le monde.

## Démantèlement des institutions gouvernementales et sociales polonaises

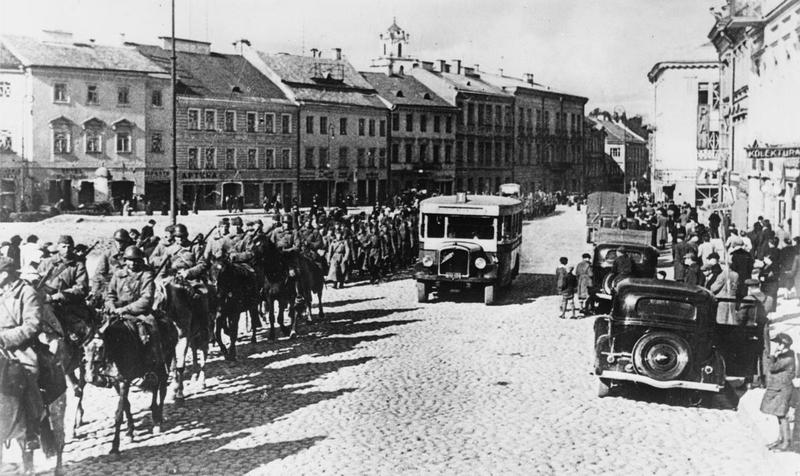
Les troupes soviétiques dirigées par la cavalerie entrent dans Wilno qui n'a pas pu lancer sa propre défense.

Alors que les Allemands appliquaient leurs politiques fondées sur le racisme, l'administration soviétique justifiait la politique stalinienne en faisant appel à l'idéologie soviétique. En fait, ils ont initié une soviétisation approfondie et, dans une moindre mesure, une russification de la région. Immédiatement après leur conquête de l'est de la Pologne, les autorités soviétiques ont lancé une campagne de soviétisation des zones nouvellement acquises,. Au plus tard plusieurs semaines après la capitulation des dernières unités polonaises, le 22 octobre 1939, les Soviétiques organisèrent des élections par étapes aux Soviets suprêmes (corps législatif) contrôlés par Moscou de Biélorussie occidentale et d'Ukraine occidentale. Le résultat du vote par étapes a été de légitimer l'annexion soviétique de la Pologne orientale.
Par la suite, toutes les institutions de l'État polonais ont été fermées, puis rouvertes sous le contrôle des superviseurs nommés par les Soviétiques. L'université de Lwów et de nombreuses autres écoles ont par la suite été rouvertes, mais elles devaient fonctionner comme des institutions soviétiques plutôt que de poursuivre leur ancien. Les frais de scolarité ont été supprimés, car avec les traditions polonophiles de l'institution, cela avait empêché la plupart de la population ukrainienne rurale d'y assister. Les Soviétiques ont établi plusieurs nouvelles chaires, en particulier les chaires de langue et littérature russes. Les chaires du marxisme-léninisme et du matérialisme dialectique et historique, visant à renforcer l'idéologie soviétique, ont également été ouvertes. Les chaires de littérature polonaise et d'études linguistiques polonaises ont été interdites ou dissoutes par les autorités soviétiques. Quarante-cinq nouveaux professeurs ont été affectés à Lwów, transférés d'autres institutions de l'Ukraine soviétique, principalement les universités de Kharkiv et de Kiev. Le 15 janvier 1940, l'université de Lwów a été rouverte et ses professeurs ont débuté leurs enseignements conformément aux programmes soviétiques.
Simultanément, les autorités soviétiques ont tenté d'éliminer les traces de l'histoire polonaise dans la région en éliminant une grande partie de ce qui avait des liens avec l'État polonais ou même la culture polonaise en général. Le 21 décembre 1939, la monnaie polonaise a été retirée de la circulation, sans aucun échange possible avec le rouble nouvellement introduit. En une nuit, toute la population de la région avait perdu la totalité de ses économies.
Tous les médias ont été placés sous contrôle de Moscou, les autorités soviétiques mettant en place un régime politique similaire à l'État policier,,,, de type stalinien, fondé sur la terreur. Tous les partis, syndicats et organisations polonaises de toutes sortes ont été dissous. Seul le Parti communiste polonais, qui avait été interdit à la suite du coup d'État du colonel Beck, en mai 1926, était autorisé à exister, avec des organisations satellites qui lui étaient subordonnées. Toutes les religions organisées ont été persécutées et toutes les entreprises (sauf les artisans) ont été reprises et organisées comme en Union soviétique par les structures étatiques, tandis que l'agriculture était collectivisée.

## Exploitation des tensions ethniques
Les Soviétiques ont exploité les tensions ethniques passées entre les Polonais et les divers autres groupes ethniques qui y vivaient, les incitant et les encourageant à la violence contre les Polonais, suggérant que les minorités pouvaient « réparer les torts qu'elles avaient subis pendant vingt ans de domination polonaise ». La Pologne d'avant-guerre était dépeinte comme un État capitaliste basé sur l'exploitation des travailleurs et des minorités ethniques. La propagande soviétique prétendait que le traitement injuste des non-Polonais par la deuxième République polonaise justifiait son démembrement. Les responsables soviétiques ont ouvertement incité les foules à commettre des meurtres et des vols (1939–1945). Le nombre de morts de la première campagne terroriste d'inspiration soviétique reste inconnu.

## Restauration de la souveraineté polonaise

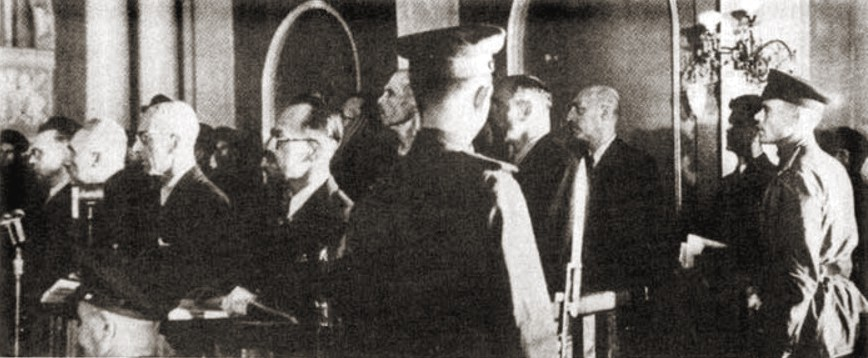
Le procès-spectacle de 16 dirigeants polonais du mouvement de résistance en temps de guerre, reconnus coupables d'avoir élaboré des plans d'action contre l'URSS, Moscou, juin 1945. Les dirigeants ont été invités à participer à l'organisation du nouveau gouvernement polonais d'unité nationale en mars 1945 et immédiatement arrêtés par le NKVD.

Alors que les forces de l'Allemagne nazie ont été repoussées vers l'ouest à compter de décembre 1944 et janvier 1945, la souveraineté officielle de la Pologne a été rétablie par le gouvernement provisoire fantoche formé par les Soviétiques, renommé plus tard comme gouvernement provisoire de la république de Pologne. Le pays est resté sous occupation militaire de facto pendant de nombreuses années à venir, contrôlé par le Groupe soviétique des forces du Nord, qui ont été stationnées en Pologne jusqu'en 1993. Quelque 25 000 combattants non communistes clandestins polonais, dont 300 officiers supérieurs de l'armée de l'intérieur (Armia Krajowa), ont été capturés par des unités du NKVD et des groupes opérationnels SMERSH à l'automne 1944, puis déportés vers les goulags de l'Union soviétique.
Entre 1944 et 1946, des milliers de combattants de l'indépendance polonaise se sont activement opposés au nouveau régime communiste, attaquant les bureaux du NKVD, du SMERSH et des structures à leur solde, c'est-à-dire les services secrets communistes polonais (UB). Les événements de la fin des années 1940 ont constitué une véritable guerre civile selon certains historiens, en particulier dans les parties orientale et centrale du pays. Selon les dépositions de Józef Światło (en) et d'autres sources communistes, le nombre de membres de la clandestinité polonaise, arrondis par ordre de Lavrenti Beria du NKVD et déportés en Sibérie et dans divers goulags en Union soviétique, a atteint (seulement en 1945) 50 000. Leurs dirigeants politiques ont été enlevés par l'Union soviétique, interrogés sous la torture et envoyés en prison après une mise en scène du procès des Seize à Moscou. Aucun n'a survécu,. Environ 600 personnes sont mortes à la suite de la rafle d'Augustów (en).
Les documents de l'époque montrent que le problème de la violence sexuelle contre les femmes polonaises par des militaires soviétiques est resté important pendant et après l'avancée des forces soviétiques à travers la Pologne. Joanna Ostrowska et Marcin Zaremba de l'Académie polonaise des sciences estiment que les viols de femmes polonaises ont atteint une échelle de masse après l'offensive d'hiver de 1945. Que le nombre de victimes ait pu atteindre ou même dépasser 100 000 n'est qu'une question de devinettes, considérant les tabous traditionnels des femmes incapables de trouver « une voix qui leur aurait permis de parler ouvertement de leurs expériences de guerre » tout en préservant leur dignité.
À ce jour, les événements de ces années et des années suivantes constituent des pierres d'achoppement dans les relations entre la Pologne et la Russie. Les demandes polonaises de restitution de biens pillés ou d'excuses pour des crimes de l'ère soviétique sont soit ignorées, soit rejetées. L'État soviétique, dont la fin remonte au 22 décembre 1991, puis la république de Russie rappellent aux Polonais leur version de l'histoire, en refusant d'examiner les crimes et les horreurs commises par toutes les forces de répression soviétiques : « nous vous avons libérés du nazisme : soyez reconnaissants ». Certains historiens ont pu dire que, sur la base d'un critère de classe, Staline n'a pas traité les citoyens civils et militaires de Pologne plus mal que ceux d'URSS les années précédentes pendant la Grande Terreur[réf. incomplète]. Il se différencie sur ce point d'Hitler, qui utilisait des critères ethniques à l'encontre des « sous-hommes » polonais du fait de leur origine slave.